# Lauren Taylor
Lauren Alexandra Taylor (San Diego, 16 de junho de 1998) é uma atriz e cantora norte-americana. É mais conhecida por interpretar Shelby, na série televisiva Best Friends Whenever transmitida pelo canal americano Disney Channel, e Harper na série Richie Rich da Netflix.

## Vida Pessoal e Carreira
Nascida e criada em San Diego, Califórnia, EUA, Taylor começou a atuar no teatro musical aos 8 anos em produções da escola e da comunidade. Ela passou a competir em um Coro de Câmara cappella no ensino médio, o que levou a performances de todo o país, incluindo Carnegie Hall. Aos 14 anos, ela começou a cantar para a Série de Concertos San Diego Symphony Verão Pop e abriu para artistas musicais aclamados Michael Bolton, Wilson Phillips, Debbie Gibson e Vanessa Williams.
Seus créditos cinematográficos também incluem vários comerciais nacionais e um papel de protagonista na série Netflix Richie Rich.
Taylor é uma estudante da honra e uma atleta all-around que participou de cheerleading competitiva com 4 anos. Ela também jogou lacrosse e futebol.
Em seu tempo livre, ela gosta de fazer música, incluindo escrever canções e tocar guitarra, ir à praia, assistir filmes e passar o tempo com seus amigos. Taylor atualmente reside no sul da Califórnia com sua mãe, irmãos gêmeos, Conner e Jordan, o seu laboratório do chocolate, Hanna, e dois gatos, Mojo e Baby.

## Filmografia
| Televisão     | Televisão             | Televisão     | Televisão                                                                               |
| Ano           | Título                | Personagem    | Notas                                                                                   |
| ------------- | --------------------- | ------------- | --------------------------------------------------------------------------------------- |
| 2014          | Fairest of the Mall   | Holly         | Elenco principal; Piloto do Disney Channel                                              |
| 2015          | Richie Rich           | Harper Rich   | Elenco principal; Série Netflix                                                         |
| 2015–presente | Best Friends Whenever | Shelby Marcus | Protagonista; Série Disney Channel                                                      |
| 2015          | Liv and Maddie        | Shelby Marcus | Participação especial; "Haunt-a-Rooney" (Temporada 3, Episódio 5); Série Disney Channel |